# McCulloch Motors Corporation
McCulloch Motors Corporation je ameriški proizvajalec verižnih žag in drugega orodja. Podjetje je ustanovil Robert Paxton McCulloch v Milwaukeeju, v zvezni državi Wisconsin leta 1943. Sprva je proizvajal majhne dvotaktne motorje, leta 1948 je predstavil prvo verižno žago. 
Motorji McCulloch so se uporabljali tudi za pogon avtožirov Bensen B-8M in Wallis WA-116.
McCulloch je tudi ustanovil podjetje Paxton Automotive, ki je proizvajalo mehansko gnane polnilnike.
Podjetje McCulloch je trenutno v lasti švedske Husqvarne. 